# Rougga
Rougga ou Raqqa est un site archéologique tunisien situé dans le gouvernorat de Sfax, à treize kilomètres au sud-est de la ville d'El Jem.

## Histoire
Le site d'Henchir Rougga est celui de l'ancien municipe de Bararus, cité sur la table de Peutinger. 
La ville, qui possède un toponyme libyco-berbère, a été bâtie sur un oued asséché.
C'était une ville prospère et un ancien évêché dépendant de l'épiscopat de Carthage. Son seul évêque, historiquement documenté, Iulianus Vararitanus (ou Bararitanus), figure sur la liste des évêques de la province de Byzacène (actuel Sahel tunisien) ayant assisté en 484 au concile de Carthage convoqué par le roi vandale Hunéric.
Le nom de Bararus apparaît dans d'autres sources antiques : un vétéran de cette cité est mentionné sur une liste de soldats de Nicopolis (Égypte) recrutés en Afrique.
La ville subit un tremblement de terre important en l'an 365, qui détruit le forum. 
Le VIe siècle est une période prospère pour la ville avec un trésor de pièces d'or retrouvé dans la ville. Le trésor comprend 268 solidii.
La ville romaine a peut-être été saccagée par Abd Allâh ibn Saad ibn Sarh en 647. Une population berbère s'installa sur le site après la conquête islamique.

## Fouilles archéologiques
Une mission archéologique mène des fouilles de 1971 à 1974 sur le site.
Le 13 novembre 1972, des fouilles archéologiques permettent de mettre au jour un trésor de 278 pièces d'or datant de l'époque byzantine. Celui-ci est actuellement visible au musée de Mahdia.

## Site et monuments
L'antique cité de Bararus s'étend sur plusieurs centaines d'hectares et comprend : 
- un forum ;
- deux temples ;
- un théâtre ;
- un arc de triomphe ;
- deux citernes souterraines ;
- un amphithéâtre.